# Хацис, Христос
Христос Хацис (греч. Χρήστος Χατζής, англ. Christos Hatzis) — канадский академический композитор и музыкальный педагог, грек по происхождению. Лауреат премии Жюля Леже (1996), двукратный лауреат «Джуно» (2006, 2008).

## Биография
Христос Хацис, родившийся в 1953 году в Волосе (Фессалия), начал своё музыкальное образование в местном филиале Эллинской консерватории, где учился игре на аккордеоне и гармонии. Он продолжил образование в Истменовской школе музыки и получил докторскую степень в Университете штата Нью-Йорк в Буффало в 1982 году. Его учителем в Буффало был Мортон Фельдман. Ещё до окончания учебы Хацис, по достоинству оценивший мультикультурализм соседней Канады, переехал на постоянное место жительства в Торонто, где с 1995 года преподает на факультете музыки Торонтского университета.

## Творчество
В 1992 году Хацис пишет для радио CBC пьесу «The Idea of Canada», в которой разрабатывает идеи Гленна Гульда в области музыкальных технологий и в частности музыкальной трансляции. По словам самого Хациса, он стремился создать произведение, в котором формой был бы плюрализм, контрапунктом — разлад, а основополагающей гармонией — поиск единства. Также в 90-е годы он создает ряд произведений, удостоенных канадских и международных наград: Erotikos Logos (1991), струнный квартет № 1 Awakening (1994), Footprints in New Snow (1996). Большим успехом в Северной Америке и Европе пользовались его хоральные произведения Heirmos (1994) и Kyrie (1997), а также концерт Farewell to Bach (1998), написанный по заказу ансамбля барочной музыки Tafelmusik.
В 1999 и 2000 годах при аншлагах прошли премьеры ряда новых произведений Хациса: «De Angelis» (для хора), «Zeitgeist» (для струнного оркестра), «Everlasting Light» (для хора и ударных) и скрипичного квартета № 2 «The Gathering». В 2000 году было написано и одно из центральных произведений в творчестве Хациса, 75-минутная аудиовизуальная композиция «Constantinople» для трио фортепиано, западного и ближневосточного певцов. В этом произведении сочетаются мотивы православного хорала, суфийских мелодий, джаза, поп-музыки, аргентинского танго и классической камерной музыки.
В первое десятилетие нового века Хацис создает такие произведения, как «Light From the Cross» для сопрано с оркестром (2002), «Sepulchre of Life» для двух солистов, хора и оркестра (2004), концерты для флейты с камерным оркестром и для валторны, а также опера «Полина» на либретто Маргарет Этвуд. Хацис регулярно сотрудничает с трио Gryphon, афинской «Камератой», за 2007 год он был основным композитором сразу трех канадских музыкальных фестивалей. Фирма CBC Records характеризует его как одного из наиболее важных композиторов современности, чья репутация растет с каждым годом.

## Признание
Уже в середине 1990-х годов Хацис признавался одним из ведущих композиторов Канады. В 1996 году он был удостоен премии Жюля Леже за камерное произведение «Erotikos Logos». В том же году он получил специальную награду фестиваля Prix Italia за композицию «Footprints in New Snow». Эта же работа удостоилась два года спустя специальной награды Prix Bohemia. В 1998 году его произведение Nunavut, как и предыдущее, использовавшее элементы инуитской музыки, удостоилось Национальной музыкальной премии имени Чалмерса. В 2003 и 2004 году его произведения номинировались на премию «Джуно», а в 2006 и 2008 годах он дважды становился её лауреатом в номинации «Классическое произведение года»: в 2006 году за струнный квартет № 1 «Пробуждение» и в 2008 году за композицию «Constantinople».